# Арал Первый
Ара́л Пе́рвый (азерб. Birinci Aral) — село в Агдашском районе Азербайджана.

## Этимология
Прежние названия — Тазакенд, Таза Шамсабад. Название происходит от тюркского слова «арал», что значит «небольшой участок земли», по другой версии слово «арал» происходит от слова «айрылма» (отделяться). В народе село получило название «Аралбир», что сохранилось на государственном уровне, как Биринджи Арал, что в переводе на русский — Первый Арал.

## История
Село основано в середине XIX века, из-за вражды двух крупных семей села Шамсабад, одна из семей переселилась на соседний государственный участок и основала там село.
Село Арал в 1913 году согласно административно-территориальному делению Елизаветпольской губернии относилось к Аралскому сельскому обществу Арешского уезда.
В 1926 году согласно административно-территориальному делению Азербайджанской ССР село относилось к дайре Агдаш Геокчайского уезда.
После реформы административного деления и упразднения уездов в 1929 году был образован Шамсабадский сельсовет в Агдашском районе Азербайджанской ССР.
Согласно административному делению 1961 года село Арал Первый входило в Шамсабадский сельсовет Агдашского района Азербайджанской ССР. С 1971 года село Арал Первый входит в Хосровский сельсовет.
В 1999 году в Азербайджане была проведена административная реформа и был учрежден Хосровский муниципалитет Агдашского района. 17 июня 2003 года был образован Перво-Аралский муниципалитет с центром в селе Арал Первый, куда и вошло село. 30 мая 2014 года Перво-Аралский муниципалитет был ликвидирован, а села вошли в Арало-Хосровский муниципалитет.

## География
Через село проходит канал Араларх.
Село находится в 12 км от райцентра Агдаш и в 230 км от Баку. Ближайшая ж/д станция — Ляки.
Высота села над уровнем моря — 33 м.

## Население
| Численность населения | Численность населения | Численность населения |
| 1886                  | 1979                  | 1999                  |
| --------------------- | --------------------- | --------------------- |
| 459                   | ↗860                  | ↗1520                 |

## Климат
| Показатель                                             | Янв. | Фев. | Март | Апр. | Май  | Июнь | Июль | Авг. | Сен. | Окт. | Нояб. | Дек. | Год  |
| ------------------------------------------------------ | ---- | ---- | ---- | ---- | ---- | ---- | ---- | ---- | ---- | ---- | ----- | ---- | ---- |
| Средний суточный максимум, °C                          | 6,9  | 8,3  | 12,4 | 20,4 | 25,4 | 29,9 | 33,3 | 32,2 | 27,9 | 21,1 | 14,2  | 9,1  | 20,1 |
| Средняя температура, °C                                | 3    | 4,2  | 7,9  | 14,6 | 19,5 | 23,9 | 27   | 25,9 | 22,1 | 16   | 10    | 5,1  | 14,9 |
| Средний суточный минимум, °C                           | −0,9 | 0,2  | 3,5  | 8,8  | 13,6 | 17,9 | 20,8 | 19,7 | 16,3 | 10,9 | 5,9   | 1,2  | 9,8  |
| Норма осадков, мм                                      | 26   | 30   | 35   | 42   | 56   | 40   | 21   | 25   | 27   | 54   | 33    | 28   | 417  |
| Источник: http://en.climate-data.org/location/992259/6 |      |      |      |      |      |      |      |      |      |      |       |      |      |

Среднегодовая температура воздуха в селе составляет +14,9 °C. В селе семиаридный климат.

## Инфраструктура
В советское время в селе была расположена МТФ.
После 16-летнего перерыва, в 2008 году, в село вновь налажена поставка природного газа.
В селе расположены школа имени Т. Рустамова и АТС на 128 номеров.